# Чемпіонат СРСР з легкої атлетики в приміщенні 1971 — 100 метрів з бар'єрами (жінки)

## Результати

### Попередні раунди

#### Забіги
| Атлетка      | Регіон    | Місто/Область | Результат |
| ------------ | --------- | ------------- | --------- |
| М. Смірнова  | Ленінград | Ленінград     | 14,5      |
| Т. Баскакова | Москва    | Москва        | 14,5      |

### Фінали

#### Фінал А
| Місце | Атлетка              | Регіон        | Місто/Область   | Результат |
| ----- | -------------------- | ------------- | --------------- | --------- |
| 1     | Валентина Тихомирова | РРФСР         | Орел            | 13,7      |
| 2     | Віра Ткаченко        | Казахська РСР | Караганда       | 14,0      |
| 3     | Наталія Лебедєва     | Москва        | Москва          | 14,1      |
| 4     | Галина Терновенко    | УРСР          | Дніпропетровськ | 14,2      |

#### Фінал Б
| Місце | Атлетка       | Регіон       | Місто/Область | Результат |
| ----- | ------------- | ------------ | ------------- | --------- |
| 1     | Любов Кулаєва | Узбецька РСР | Ташкент       | 14,2      |
| 2     | Т. Климчук    | Москва       | Москва        | 14,3      |
| 3     | М. Смірнова   | Ленінград    | Ленінград     | 14,8      |
| 4     | Т. Баскакова  | Москва       | Москва        | 14,8      |